# 앨릭스 프로스트
앨릭스 프로스트(Alex Frost, 1987년 2월 17일 ~ )는 미국의 배우이다.

## 출연 작품
- 씨 유 인 발할라 (2015)
- 플라이트 7500 (2014)
- Almost Kings (2010)
- 버지니아 (2010)
- 캘빈 마샬 (2009)
- 비셔스 카인드 (2009)
- 드릴빗 테일러 (2008)
- 스톱로스 (2007)
- 더 로스트 (2006)
- 더 스탠다드 (2006)
- 퀸 오브 캑터스 코브 (2005)
- 엘리펀트 (2003)